# Канониди, Фёдор Григорьевич
Фёдор Григорьевич Канониди (21 июня 1897 — 4 января 1954) — советский драматург, театральный режиссёр. Член Союза писателей СССР (1934).

## Биография
Родился в 1897 году в понтийском городке Гюмюшхане Османской империи. По национальности — грек. Его отец, ездивший на заработки в Россию, умеркогда мальчику было всего четыре года, воспитывался матерью, которая оставшись без мужа работала прачкой в частных домах богатых греков.
В 1913 году, окончив гимназию в Трапезунде, начал работать преподавателем греческого языка, но через два года с началом Первой мировой войны был призван в турецкие рабочие батальоны, куда посылали христианское население Османской империи фактически для уничтожения, откуда в конце 1917 года ему удалось бежать с группой друзей, перейти российско-османскую границу и обосноваться в России переживавшей Гражданскую войну.
С марта 1918 года жил в Новороссийске, бывшем под контролем белых, работал чистильщиком обуви, затем хлеборезом, пекарем, разносчиком газет.
С приходом Красной Армии в 1920 году поступил актёром в организованный отделом политпросвета Новороссийского Ревкома греческий передвижной драматический театр, стал одним из ведущих актёров театра, а затем его режиссёром. В 1924 году переехал в Сухуми, устроился на работу учителем греческого языка в школу и педагогический техникум, и одновременно организовал греческий драматический кружок, заочно окончил режиссёрский факультет Московского университета искусств. В 1927 году Народный комиссариат просвещения поручил ему организовать греческий драматический сектор при Гостеатре Абхазии и стать его главным режиссером, а также руководителем секции драматургов.

Сухумский греческий драмколлектив постановкой пьесы понтийского просветителя Ф. Канониди «Трихский мост» возродил после полувекового перерыва традиции театрального искусства понтийских греков.— Советская этнография, № 1, 1988
В 1934 году был делегатом на Первом съезде советских писателей, став одним из первых членов Союза писателей СССР (билет № 353, подписан был лично А. М. Горьким), вошёл в члены правления Союза Советских писателей Грузии, стал членом редколлегии газеты «Советский писатель Абхазии»,
В 1937 году во время так называемой «Греческой операции» греческая секция театра была закрыта, покинул Сухуми и уехал с семьей в Москву.
В годы Великой Отечественной войны выезжая на фронт вёл работу по культурному обслуживанию красноармейских частей.
Умер в 1954 году.
Жена — Зинаида Михайловна Канониди-Морина, писательница, редактор художественной литературы издательства «Молодая гвардия».

## Творчество
Наиболее известен как драматург, но также является автором стихов и рассказов, переводчик.
Автор драмы «Трихский мост», поставленной более 80 раз; пьесы «За колхоз» («Για το κολχόζ»), только в 1930-м году поставленной 40 раз и имевшей огромный успех; музыкальной комедии «Беженцы в Греции» («Οι πρόσφυγες στην Ελλάδα»), пьес «Кровавая Пасха» («Το ματωμένο Πάσχα»), «Иго капитала» («Ο ζυγός του κεφαλαίου»)", «Красная дюжина» («Η κόκκινη ντουζίνα»), «Радость» («H Χαρά»), «Мать» («Η Μάνα»), «Недремлющее око» («Το άγριπνο τ’ομμάτ»), «Радость» («Η Χαρά»)". Музыку к ряду его пьес написал Одиссей Димитриади.
Автор стихотворений «Ода Ленину» («Η Ωδή στον Λένιν»), «Красный Октябрь», «Ленинскому комсомолу», «Советской Абхазии», «Великая Родина», «На майских полях Колхозов», «Слово узников фашизма», «Недремлющее око», «Мать», «Близнецы» и других.
Переводил стихи А. С. Пушкина, И. Г. Чавчавадзе, перевёл и поставил «Коварство и любовь» Ф. Шиллера, «Женитьбу» Н. Гоголя и «Без вины виноватые» А. Островского.
Также автор произведений в прозе — рассказов «Почему», «Оттуда, где стонут», книжка для детей «Рассказы о греческом мальчике» дважды издавалась массовым тиражом в Детгизе.
После войны в 1947 году написал книгу «Люди на Олимпе», отразив события в послевоенной Греции, когда после изгнания нацистов страна столкнулась с Гражданской войной вызванной вызванной вмешательством Великобритании и США, восстановлением реакционных порядков, аресты и казни коммунистов и партизан.